# 昭和製鋼所

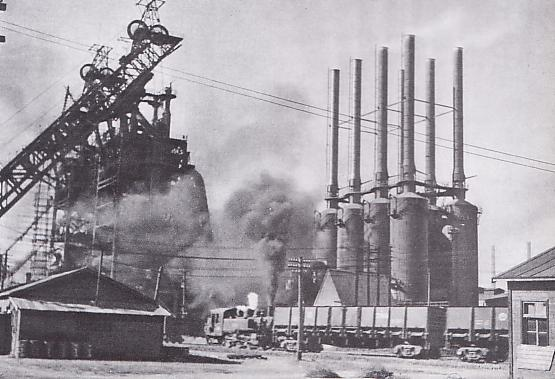
鞍山の昭和製鋼所

昭和製鋼所（しょうわせいこうしょ、旧字体：昭和製鋼所󠄁、英語名：Showa Steel Works）とは、第一次世界大戦から第二次世界大戦までの間、満洲で活動していた鉄鋼メーカー。後に満洲国特殊法人とされ、国策会社の色合いが強かった。本社および工場は鞍山に置かれた。

## 概要

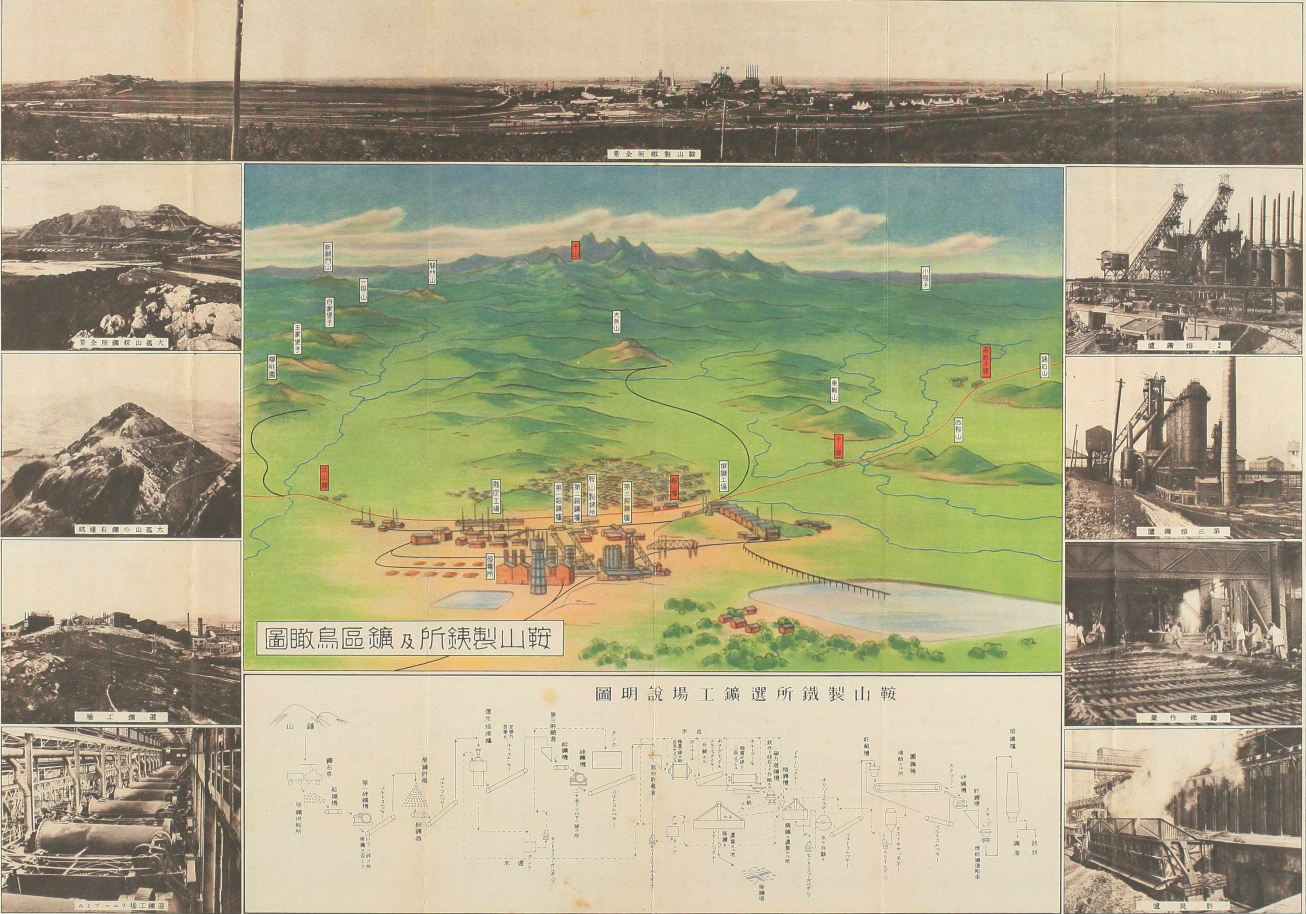
鞍山製鉄（南満洲鉄道）

1919年に鞍山で操業を開始した南満洲鉄道株式会社傘下の鞍山製鉄所が前身である。南満洲鉄道は、1929年（昭和4年）7月に傘下に昭和製鋼所を新設立するが、世界恐慌などをはじめとする諸要因などにより操業に至らず、1933年（昭和8年）6月に同満鉄傘下の鞍山製鉄所と合弁となり、鞍山製鉄所が昭和製鋼所と改称して操業を開始した。1936年（昭和11年）に昭和製鉄所の新設備が鞍山で完成し、新設備稼働に至る。
1937年（昭和12年、康徳4年）12月に満洲国の統制政策方針から満洲国内の法人となり、満洲重工業開発株式会社の設立後となる1938年（康徳5年）3月に南満洲鉄道から満洲重工業開発に同社株式が移譲されたことから、昭和製鋼所は満洲重工業開発株式会社の傘下となり、同年9月に資本金を増資した。1939年（康徳6年）5月の「株式会社昭和製鋼所法」に準じて満洲国の特殊法人に改組された。
日本の敗戦から満洲国は崩壊し、1945年に事実上の操業停止となるが、昭和製鋼所の設備等については鞍山鋼鉄公司の新称で1949年から再稼働となり、現行の鞍山鋼鉄集団に至る。

## 沿革

### 満鉄経営下の鞍山製鉄所
南満洲鉄道（満鉄）地質課長（木戸忠太郎）の1909年（明治42年）地質調査から、西鞍山と東鞍山並びにその近郊において鉄鋼資源の発見に至り、製鉄所の建設検討が開始された。
製鉄所を鞍山に設置する計画は、南満洲鉄道総裁の中村是公が1913年に日本政府に対して建議したことに始まる。満鉄は、埋蔵量が豊富で水資源や交通の便もよいこの地が製鉄所の適地として日本政府に建設を申請し、1916年10月に許可が下りる。許可後の1917年3月に製鉄所は鞍山製鉄所と命名され、同年に着工された。建設に当たっては、張作霖からの便宜を得て土地を収用し、用地は南満洲鉄道附属地に編入されて満鉄が一部の行政権を執行する形となった。1918年5月、満鉄社内の「鞍山工場準備掛」と「沙河口工場建設課」を母体に、「鞍山製鉄所」が正式に設立された。鉄鉱石等の供給は、同時期に設立された日支合弁の鞍山製鉄振興公司が行った。
1919年4月に1号高炉の「火入れ」がおこなわれ、操業を開始した。しかし、操業後まもなく第一次世界大戦の終結に伴い、世界的に鉄鋼需要が減少し、経営は難航した。
加えて、鉄鉱石の品位が低かったこともコストを押し上げたが、これについては技術的な対応や、設備の拡充（2号高炉や選鉱場の建設）により、2号高炉が操業開始した1926年以降はコストが大幅に下がり、製鉄所として利益が出せるようになった。1930年には3号高炉も操業を開始している。
1932年（昭和7年）年度の雇用は、製鉄所だけで約4900人、内訳では現地雇用の満洲人が約8割であり、インフラをはじめとした基礎的産業や公的施設等の建築、雇用促進などに寄与していた。

### 昭和製鋼所設立
経営が軌道に乗ったころ、当時の満鉄社長である山本条太郎は、さらなる製鉄設備の拡充を目指す中で、中華民国が輸出関税を引き上げる動きがあることを懸念して、日本本土に対しては関税もなく運輸コストも低い朝鮮の新義州に新たな製鉄所を設置する計画を着想する。1929年に新義州の製鉄所のために、昭和製鋼所が京城府（現・ソウル）に本店を置いて設立されたが、まもなく計画は中止された。中止となった経緯については、当時の経済事情の悪化が原因とする見方と、日本の政権（田中義一内閣から濱口内閣に）および満鉄トップ（山本から仙石貢に）の交代を主因とする見方がある。
立憲民政党の濱口内閣が中止を決定すると、大陸では関税や奨励金などの問題も絡み、新義州・鞍山・大連の間で争奪戦となった。1931年（昭和6年、民国20年）に満洲事変が勃発、1933年（昭和8年）5月に塘沽停戦協定が締結され、日本と中華民国との間の武力紛争が落ち着いたことで、それまでの事情が一変し鞍山となった。昭和製鋼所は1933年6月、本店を鞍山に移転の上、鞍山製鉄所を合併した。資本金1億円。1933年6月以降の本社は鞍山にあり、用地面積は270万坪。年産は鉄鋼採掘設備約1690000トン、石灰石採掘設備440000トン、銑鉄製造設備約450000トン、選鉱設備約660000トン、骸炭設備設備約460000トン、製鋼設備（鋼塊）約400000トン、その他窯業、動力、給水、運輸、熱管理などの諸設備、各種副産物製造設備など。鞍山製鉄所は主に粗鉄を利用して、鞍山地区の1934年の採鉱量は95万トンに上った。1935年度の生産高は銑鉄471725トン、焼結鉱501120トン、骸炭480471トン、硫安7715トン、鋼塊211564トンなど。従業員は職員、雇員約3900名、その他従業員17000余名。
1937年、満洲国内で南満洲鉄道の影響力が強くなりすぎる事を恐れた関東軍が、鮎川義介を招致する。鮎川は持ち株会社である満洲重工業開発を設置して、昭和製鋼所も南満洲鉄道から譲渡を受ける。1944年4月、本渓湖煤鉄公司、東辺道開発会社、光建設局とともに満洲製鉄株式会社に再編統合され、満洲製鉄鞍山本社となる。
1945年、第二次世界大戦での日本軍の敗北により、満洲国の崩壊から昭和製鋼所は廃止となる。

## 昭和製鋼所の生産力
1931年から1932年の満洲国内の製鉄の総生産量は約100万トンで、およそその半分は昭和製鋼所で精製されていた。1941年の資料によると、昭和製鋼所の生産力は「175万トンの製鉄と100万トンの製鋼が可能」とある。1942年には全体で360万トンの生産が可能になって、世界的にも有力な製鉄所に発展していた。
この生産力は、当時日本国内の製鉄総生産量の大半を占めていた日本製鐵八幡製鉄所と比べても遜色はなく、当時の日本の勢力圏内では八幡製鉄所に続く第2位の生産力を誇っていた。
また生産力の向上に伴い、昭和製鋼所の製鉄可能量は鞍山地区の産鉄量を上回っていく。これに伴って昭和製鋼所のビジネスモデルは、従来の「鞍山地区の鉄を製鉄して出荷する」から、「中国東北部（河北・朝鮮をも含む）の鉄を製鉄して出荷する」に変化していく。つまりこの過程で昭和製鋼所は、「特定都市の一企業」から「その地方を代表する企業」に成長していったといえる。
但し、増産の要求を満たし続ける事を可能にした原動力として、現地の満洲人労働者とともに日本人労働者の過酷な労働実態もその根抵にあった。しかし、雇用の安定とその収入から同地の他産業と比較して現地労働者の離職が少なく、商業などを目的とする人々や労働者などが同地周辺に流入したことから市街地は繁栄した。

## 戦争と昭和製鋼所
太平洋戦争中はその戦略的重要性から、1944年7月以降、成都市を基地とするアメリカ陸軍航空軍のB-29による爆撃を受けており、昭和製鋼所は減産を余儀なくされた。ただし、日本国内への爆撃が軍需設備の潰滅目的だったのに対して、昭和製鋼所への爆撃は燃料系統の破壊など「操業できなくさせる」ことを狙った爆撃であったため、設備の直接被害はそれほど大きくなかった。
日本の陸軍は昭和製鋼所防衛のために、陸軍の飛行第104戦隊の中から第1中隊を派遣した。この中隊には制式採用間もない四式戦闘機が配備されていた。
爆撃を行ったB-29のうち、ハワード・ジャレル大尉の操縦する機が日本の陸軍航空隊の攻撃を受け損傷したが、日本軍の支配地域ではなく中立国だったソビエト連邦のウラジオストクに着陸した。しかし乗員全員が逮捕されB-29は捕獲された。この機体の研究は、ツポレフTu-4戦略爆撃機が誕生するきっかけになった。

## 昭和製鋼所の解体
1945年8月、太平洋戦争の終戦と満洲国の解体に伴い、昭和製鋼所も事実上の解体を迎える。施設は進駐したソ連軍に接収される。
当初ソ連軍は施設の維持・再操業を考えていた。これは中国共産党との連携を前提にした行動であった。しかし、共産党軍が東北地方で勢力を拡大する事を恐れた国民党軍・アメリカ軍は反発を示す。時期的には東西冷戦の陰が見え始めた頃であり（チャーチルの鉄のカーテン演説はこの少し後）、西側との関係悪化を危惧したソビエト連邦は、程なく方針を転換し、設備を解体してソ連国内に持ち帰り始めた。目ぼしい設備を接収したソ連軍は、1946年2月に撤収する。
だが、終戦当時世界有数の製鉄所だった昭和製鋼所は、国民党軍・共産党軍にとっても「戦略上の重要拠点」であった。ソ連軍が引き上げた直後は八路軍が管理したが、1946年4月に国民党軍が接収。その後1948年2月末に八路軍が奪還するも内戦の継続で製鉄所の再建ははかどらず、共産党軍支配にようやく落ち着いたのは、1948年10月31日である。
昭和製鋼所は、鞍山鋼鉄公司（現・鞍山鋼鉄集団）として業務を再開する。とはいえ、ソ連軍による主要な設備の撤去と数年来の内戦によって、施設の再開は簡単なことではなかった。操業再開は1949年7月9日である。
鞍山鋼鉄公司は上海宝鋼集団にその地位を奪われるまで、長らく中国国内で最大手の製鉄業者であった。